# Lagorce (Żyronda)
Lagorce – miejscowość i gmina we Francji, w regionie Nowa Akwitania, w departamencie Żyronda.
Według danych na rok 1990 gminę zamieszkiwało 1238 osób, a gęstość zaludnienia wynosiła 43 osób/km² (wśród 2290 gmin Akwitanii Lagorce plasuje się na 352. miejscu pod względem liczby ludności, natomiast pod względem powierzchni na miejscu 301.).